# جو ملك غوجوسون
الملك جو هو تاسع ملوك غجا جوسون. حكم خلال الفترة الممتدة من 943 ق. م حتى 925 ق. م. اسمه الحقيقي جو (بالهانغل: 조، بالهانجا: 調). وخلفه على سدة الحكم سايغ ملك غوجوسون (Sak Wang).